# فيليب دوجموفيتش
فيليب دوجموفيتش هو لاعب كرة قدم بوسني، ولد في 12 مارس 1999 في ليفنو في البوسنة والهرسك. لعب مع سبارتاك سوبتيتسا.

## وصلات خارجية
- فيليب دوجموفيتش على موقع قاعدة بيانات كرة القدم.إي يو (الإنجليزية)
- فيليب دوجموفيتش على موقع بيانات كرة القدم. دي إي (الألمانية)
- فيليب دوجموفيتش على موقع Soccerbase.com (لاعب) (الإنجليزية)
- فيليب دوجموفيتش على موقع Soccerway.com (الإنجليزية)
- فيليب دوجموفيتش على موقع عالم كرة القدم.نت (الإنجليزية)